# Leichtathletik-Halleneuropameisterschaften 2013/Medaillenspiegel
Medaillenspiegel der Leichtathletik-Halleneuropameisterschaften 2013 in Göteborg.
Die Platzierungen sind in der Grundeinstellung nach der Anzahl der gewonnenen Goldmedaillen sortiert, gefolgt von der Anzahl der Silber- und Bronzemedaillen (lexikographische Ordnung). Weisen zwei oder mehr Länder eine identische Medaillenbilanz auf, werden sie alphabetisch geordnet auf dem gleichen Rang geführt. Die Sortierung kann nach Belieben geändert werden.
| Medaillenspiegel Endstand nach 26 Wettbewerben | Medaillenspiegel Endstand nach 26 Wettbewerben | Medaillenspiegel Endstand nach 26 Wettbewerben | Medaillenspiegel Endstand nach 26 Wettbewerben | Medaillenspiegel Endstand nach 26 Wettbewerben | Medaillenspiegel Endstand nach 26 Wettbewerben |
| Platz                                          | Nation                                         | Gold                                           | Silber                                         | Bronze                                         | Gesamt                                         |
| ---------------------------------------------- | ---------------------------------------------- | ---------------------------------------------- | ---------------------------------------------- | ---------------------------------------------- | ---------------------------------------------- |
| 01                                             | Russland                                       | 4                                              | 7                                              | 3                                              | 14                                             |
| 02                                             | Großbritannien & NI                            | 4                                              | 3                                              | 1                                              | 8                                              |
| 03                                             | Frankreich                                     | 4                                              | 2                                              | 3                                              | 9                                              |
| 04                                             | Ukraine                                        | 3                                              | 0                                              | 1                                              | 4                                              |
| 05                                             | Spanien                                        | 1                                              | 3                                              | 0                                              | 4                                              |
| 06                                             | Schweden                                       | 1                                              | 2                                              | 3                                              | 6                                              |
| 07                                             | Deutschland                                    | 1                                              | 2                                              | 2                                              | 5                                              |
| 08                                             | Italien                                        | 1                                              | 1                                              | 4                                              | 6                                              |
| 09                                             | Polen                                          | 1                                              | 1                                              | 1                                              | 3                                              |
| 10                                             | Türkei                                         | 1                                              | 1                                              | 0                                              | 2                                              |
| 11                                             | Tschechien                                     | 1                                              | 0                                              | 4                                              | 5                                              |
| 12                                             | Serbien                                        | 1                                              | 0                                              | 1                                              | 2                                              |
| 13                                             | Aserbaidschan                                  | 1                                              | 0                                              | 0                                              | 1                                              |
| 13                                             | Niederlande                                    | 1                                              | 0                                              | 0                                              | 1                                              |
| 13                                             | Portugal                                       | 1                                              | 0                                              | 0                                              | 1                                              |
| 16                                             | Belarus                                        | 0                                              | 3                                              | 1                                              | 4                                              |
| 17                                             | Bosnien und Herzegowina                        | 0                                              | 1                                              | 0                                              | 1                                              |
| 18                                             | Irland                                         | 0                                              | 0                                              | 2                                              | 2                                              |
| Gesamt                                         | Gesamt                                         | 26                                             | 26                                             | 26                                             | 78                                             |